# Spergularia lycia
Spergularia lycia är en nejlikväxtart som beskrevs av Monnier och Quezel. Spergularia lycia ingår i släktet rödnarvar, och familjen nejlikväxter. Inga underarter finns listade i Catalogue of Life.